# Елмер у перегонах
«Елмер у перегонах» (One Run Elmer) — американська короткометражна кінокомедія Чарльза Лемонта 1935 року.

## Сюжет
Елмер володіє автозаправками в каліфорнійській пустелі. З часом в нього з'являється конкурент Джимі, який відкриває іншу станцію, і пробує вкрасти подругу Елмера. Вона великий вболівальник бейсболу, тому як Елмер і Джим, пробують з'явитися у місцевому матчі з бейсболу.

## У ролях
- Бастер Кітон — Елмер
- Лона Андре — дівчина
- Дьюі Робінсон — суддя
- Гарольд Гудвін — Джим
- Боббі Данн — гравець в бейсбол
- Джим Торпе — гравець другої бази